# Karl Heinrich Bauer
Karl Heinrich Bauer (né le 26 septembre 1890 à Schwarzdorf près de Mitwitz en Haute-Franconie et mort le 7 juillet 1978 à Heidelberg) est un chirurgien et oncologiste allemand, premier recteur de l'université de Heidelberg à sa réouverture après la Deuxième Guerre mondiale et l'un des fondateurs du Centre allemand de recherche sur le cancer (DKFZ).

## Biographie
Bauer est professeur de chirurgie à l'université de Heidelberg de 1943 à 1962.